# جيمس غيليسبي
جيمس غيليسبي (بالإنجليزية: James Gillespie)‏ هو سياسي أمريكي، ولد في 1747، وتوفي في 11 يناير 1805 في واشنطن العاصمة في الولايات المتحدة. انتخب عضو مجلس ولاية كارولاينا الشمالية وانتخب عضو مجلس نواب كارولينا الشمالية وانتخب عضو مجلس النواب الأمريكي.